# 充電スタンド

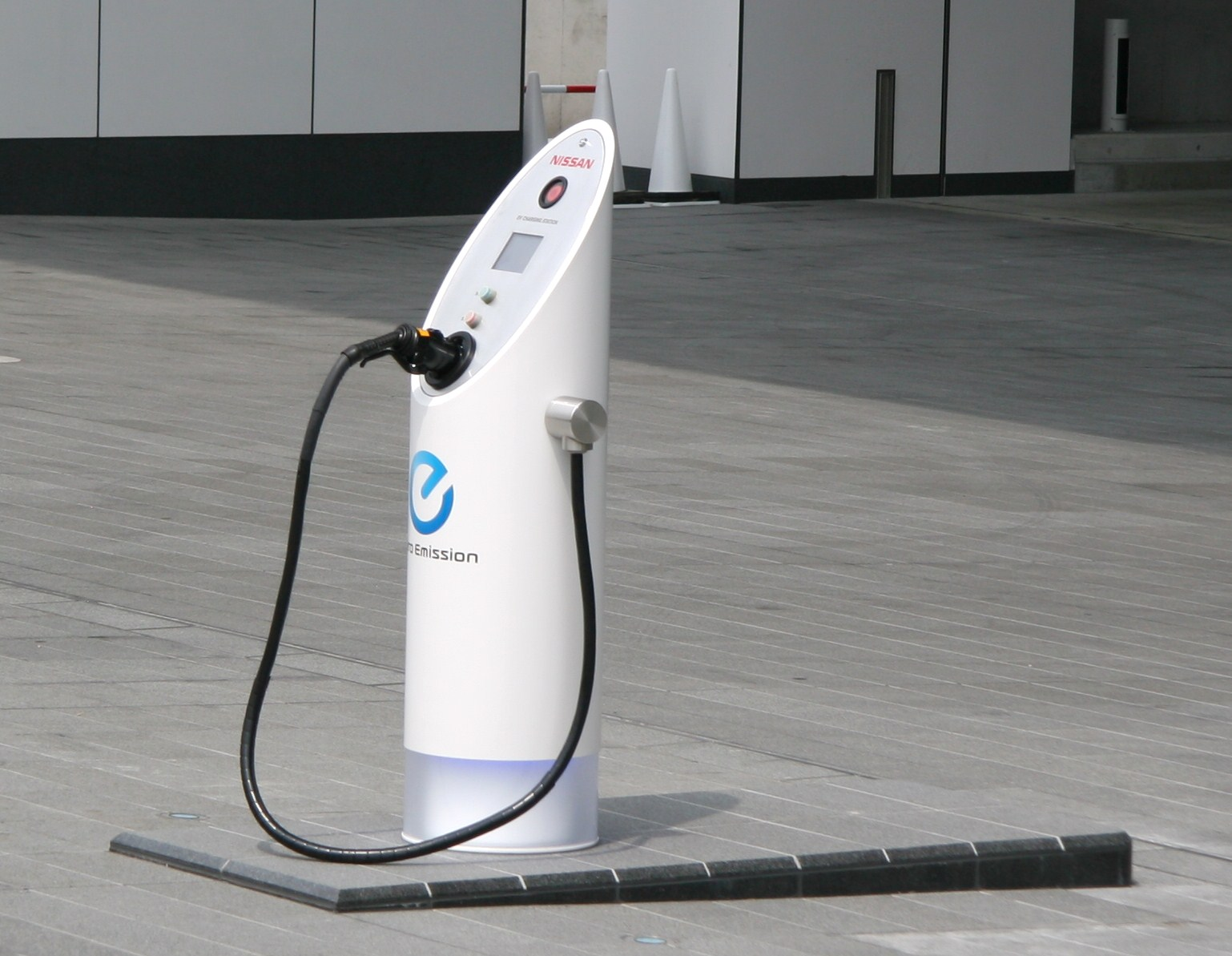
日産自動車グローバル本社に設置される充電スタンド（2009年、神奈川県横浜市）

充電スタンド（じゅうでんスタンド）とは、電気を使う乗り物
- 電気自動車
- プラグインハイブリッド車
- 電気推進船
- ターレットトラック
- 電動マイクロカー
- 電動二輪車
- セグウェイ

等の充電に用いる地上設置型の充電装置または充電施設である。充電ステーション、充電スポット、チャージングステーションとも呼ばれる。

## 概要
充電スタンドの明確な定義は公的に定められていない。一般にガソリンスタンドと同様に公道に面した公共空間に民間や公的な事業者により設置され、不特定多数が利用可能な接触式の充電サービスである。一般に急速充電器として知られているが、急速充電に限定されず、広義には自宅等での自動車以外の充電設備等も含まれる。
設備が地上に出ていない地下誘電コイルや地下電力線を使用する非接触式充電設備、運輸業・宅配業・倉庫・工場などの各種事業所、個人ユーザーの住宅などに設置される急速充電以外の方法は一般に充電スタンドには含まれず、送電線とプラグを使用した接触式のものの中でも特に急速充電方式のもののみ充電スタンドと呼んでいる場合が多い。
この項目では自動車用の充電設備について記述する。（参照　充電器）

## 特徴

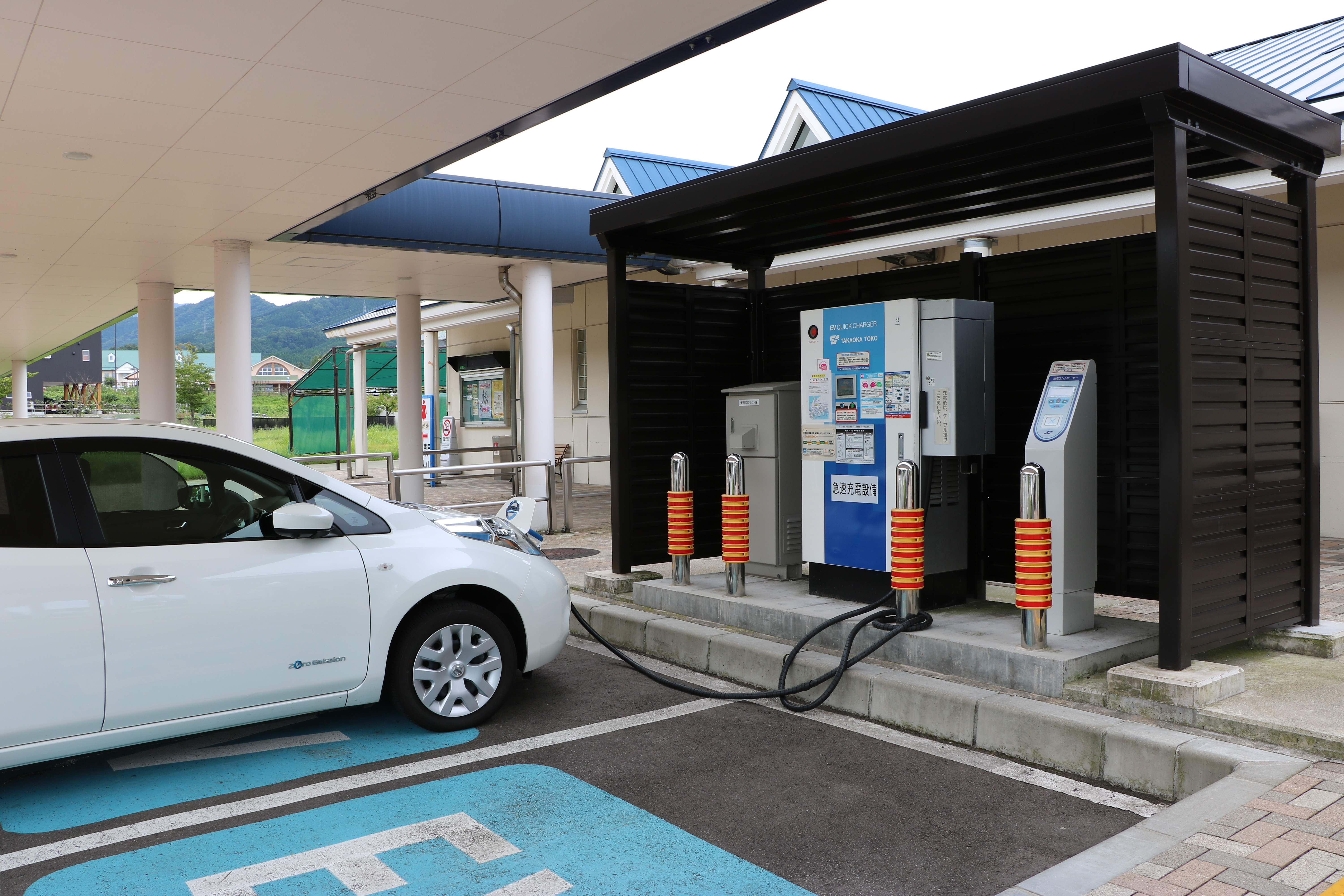
急速充電スタンドの例

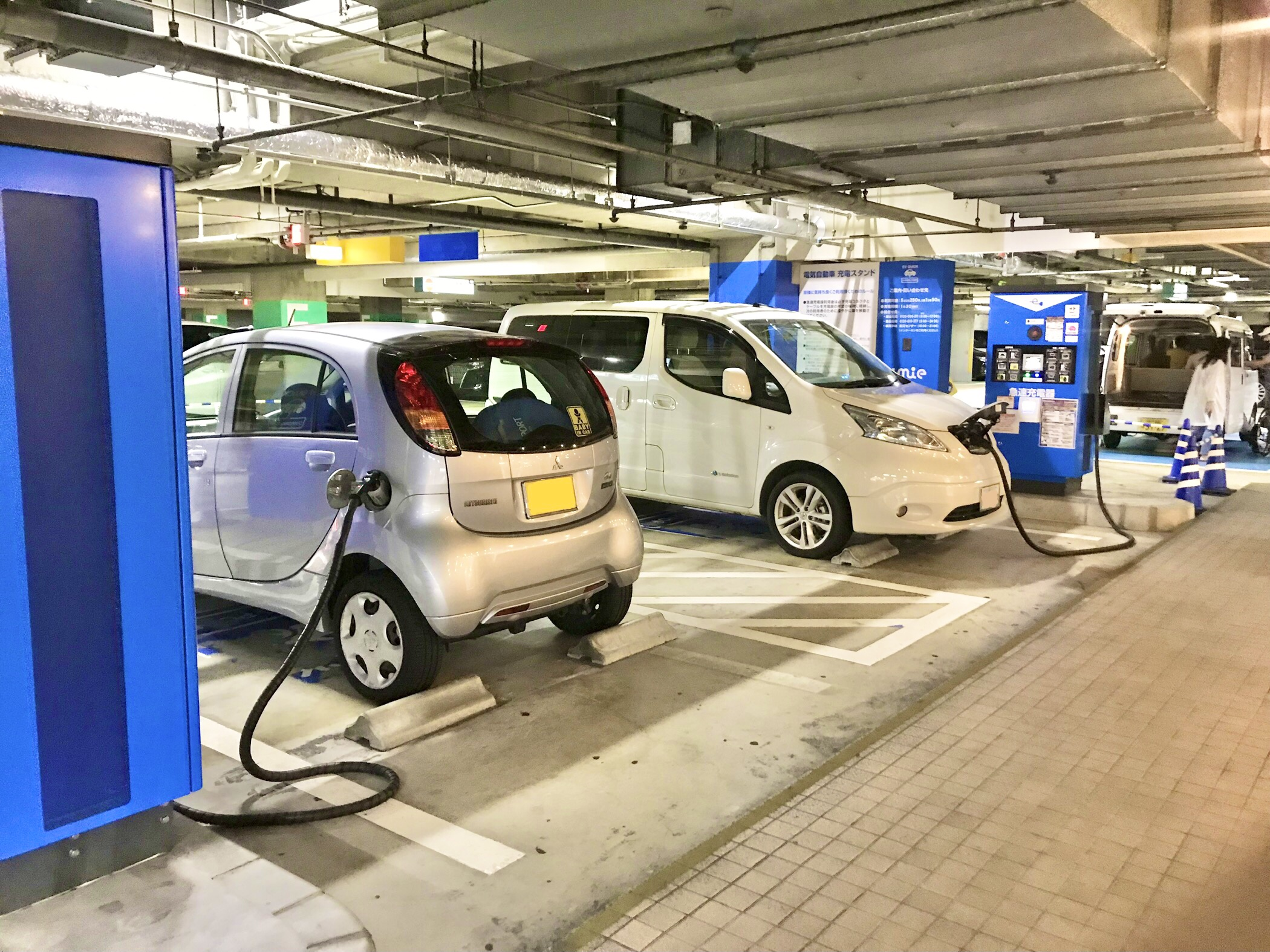
急速充電スタンドの例(地下)

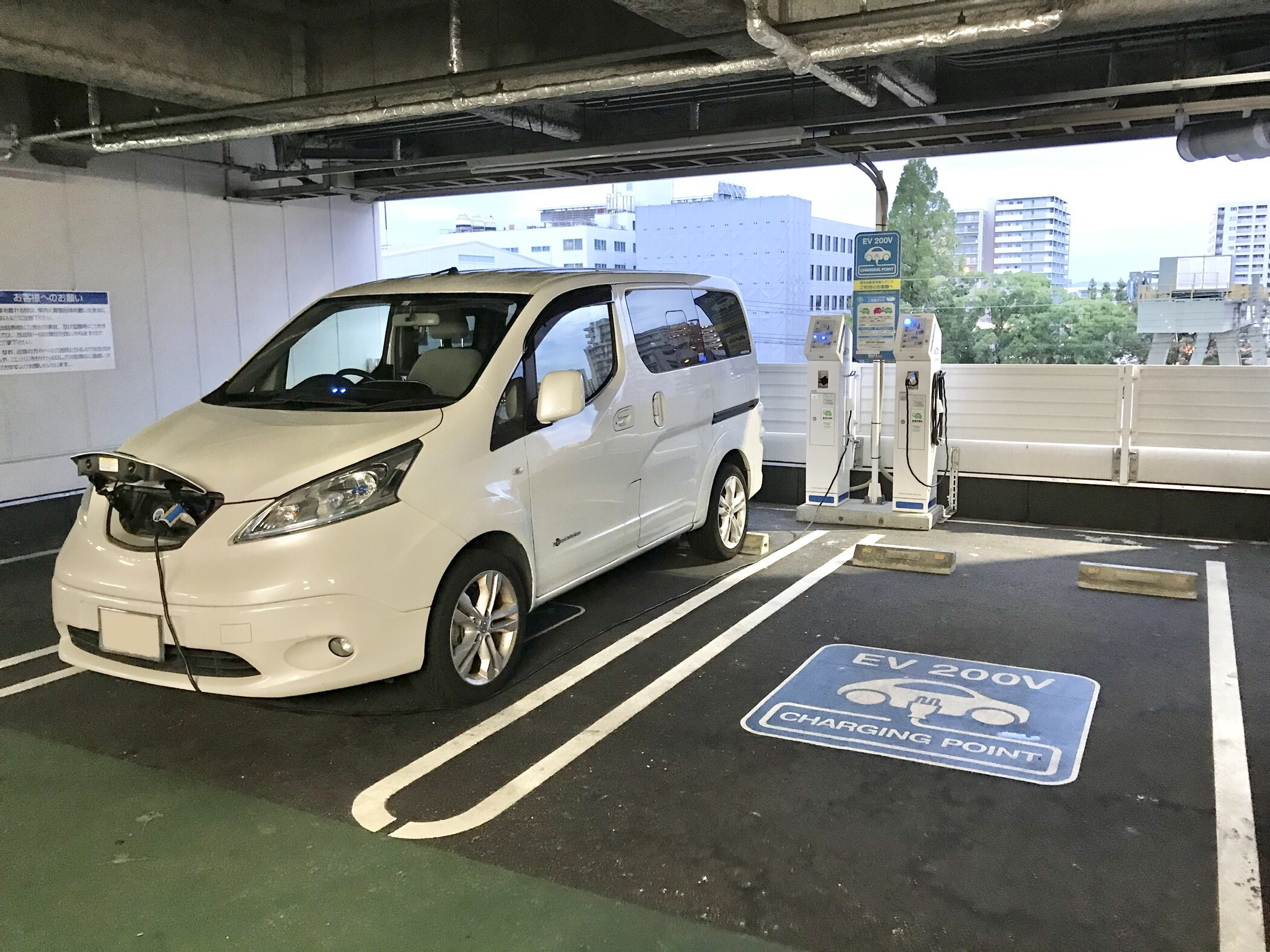
普通充電スタンドの例(200V)

### 時間
工業用の三相200 V給電（低圧電力）による急速充電では20 - 30分と短時間で充電が終わるが、高価で大掛かりな設備が必要である。
自宅等の単相200 Vや100 V給電（従量電灯）による普通充電では、充電用に配慮された家庭用コンセントで行える。設備費用が安い反面、充電には10 - 20時間程度（PHVの場合は1時間半 - 3時間程度）掛かる。

### 料金
電力は刑法上の器物であり電気を転売したり窃盗したりすると刑法245条の電気窃盗の罪になるおそれがある。そのため、現在すべての充電スタンドにおいて電力は契約を行った設置者負担となり、設置者と利用者が異なる場合には利用者へ直接の電気料金として課金（請求）はされていない。そのため充電電力による従量課金制は採用されておらず、ほとんどが時間単位による充電設備利用料や駐車場利用料に含めて徴収という形式をとっている。

### 場所
充電スタンドは完全無人の為、24時間利用が可能である。時間指定が有る場合は駐車場や施設側の営業時間によるものが多い。設置場所は送電網から受電盤を通して導線を引ける場所であれば制約は少ない。その為、充電スタンドの導入可能エリアは製油所から燃料を輸送しなければならないガソリンスタンドより広い。これは発展途上国でも同じである。国内で50kwを超える充電スタンドは変電所扱いとなり規制強化をされていたが2023年度より規制緩和が行われ、200kwの急速充電設備でも50kWと同等の設置条件となる予定である。また燃料と違い可燃性ガスを伴わない充電スタンドは屋内や地下施設にも設置可能である。

### 利用者

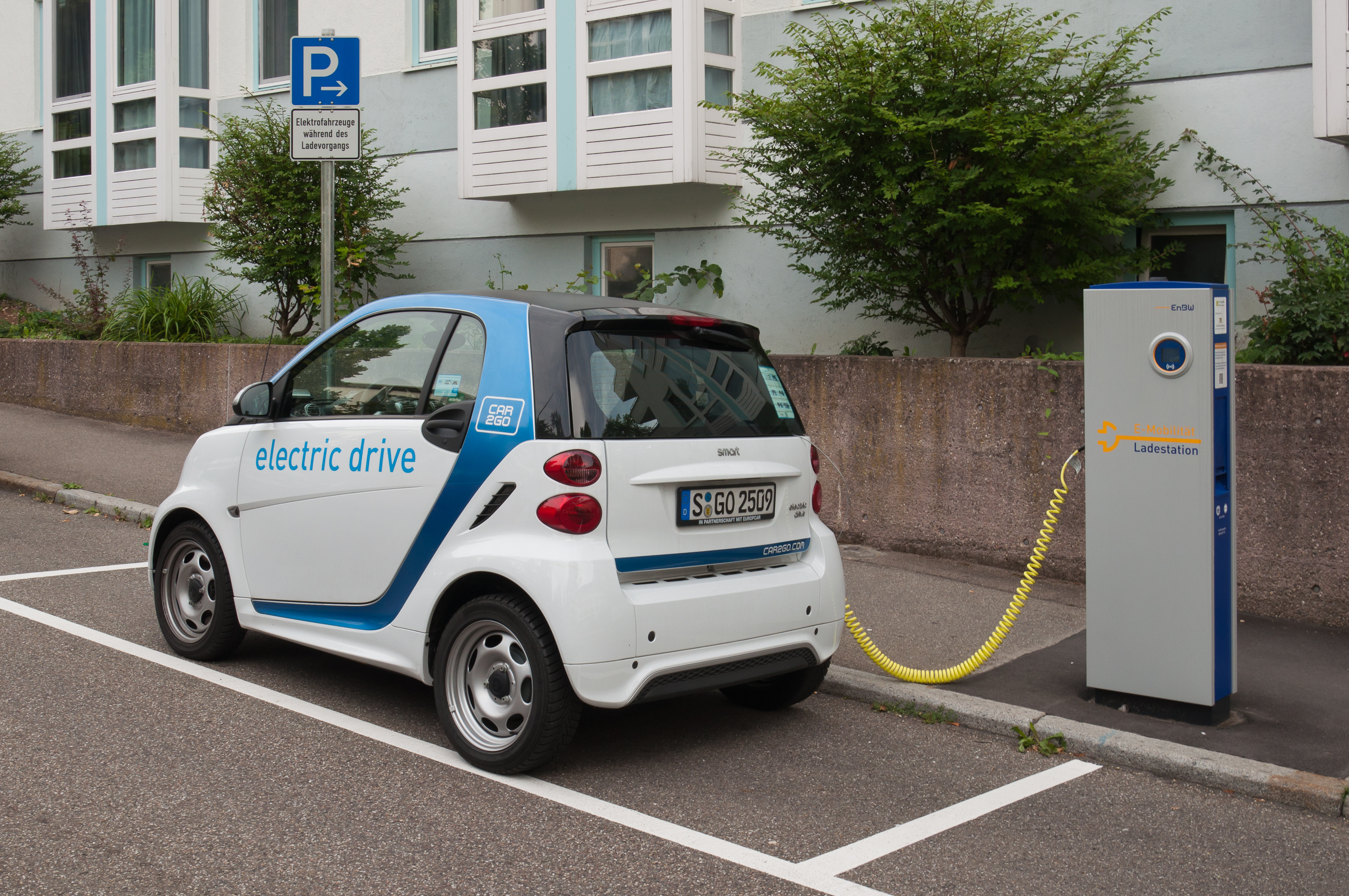
日本国外での設置の例

日本では市場や工場等で用いられるターレットトラック用の施設内充電スタンド数が個別の利用規模としては最大であるが、急速充電は用いていない。
地方自治体や自動車メーカーによる設置のほか、コンビニエンスストアや大規模商業施設での設置が大半であるが、全体に少数である。自治体設置の場合には自治体で利用する電気自動車の充電に用いられることも多い。
集合住宅でのEVへの充電は、個別に各戸ごとの配線を引き回して簡易な充電器を駐車場に備える代わりに、共同での急速充電装置の設置も考慮される。この場合は、会員制度のような形態を採用して集金システムを作らなければならないが、機器に高機能なものを採用して従量制にするか、機器には簡易なものを用い固定料金制にして利用者間の多少の損得は無視するかの判断が求められる。事業所での通勤用EVへも、同様の事が想定される。例えば今後、充電規格が分立した場合などは、自動車販売店自身が運営する特定車種向けのEV充電スタンドが現れると考えられ、会員制と同様の形態となると予想される。

### 規格
CHAdeMO（チャデモ）:62.5 kWまでの直流急速充電器の日本統一規格である（急速充電）。
North American Charging Standard（NACS） - テスラの独自規格であった『スーパーチャージャー』が仕様公開されたもの（急速充電）。
J1772:米国SAEの110 v/230 vの交流充電コネクタ規格（通常充電）。
コンバインド・チャージング・システム(Combined Charging System) - 上記規格のJ1772を拡張した急速充電規格。北米での統一規格（通常充電と急速充電を兼用）。通称コンボ方式。

|                  | CCS コンボ1      | CCSコンボ2       | NACS                             | GB/T (DC)         | CHAdeMO      | ChaoJi          |
| ---------------- | ---------------- | ---------------- | -------------------------------- | ----------------- | ------------ | --------------- |
| コネクタ 形状    | EE (CCS Combo 1) | FF (CCS Combo 2) | (North American Charging System) | BB (GB/T 20234.3) | AA (CHAdeMO) | ChaoJi (計画)   |
| 主な地域         | 欧州、米国       | 欧州             | 米国                             | 中国              | 日本         | 日本、中国      |
| AC普通充電       | Yes              | Yes              | Yes                              | No                | No           | No              |
| プラグ＆チャージ | (一部)           | (一部)           | Yes                              | No                | No           | Yes             |
| 市場化済み出力   | 350kW            | 350kW            | 250kW？                          | 125kW             | 150kW        | （計画900kW迄） |

1. ↑  AC普通充電とコネクタを兼用できる機能　これが出来ない場合別途普通充電用の差込口を用意しなければならない
2. ↑  差し込むだけで車両の認証、支払い手続きが行われ自動的に充電が開始される機能

### 車種
車種ごとに充電用のプラグ形状や電圧、電流、安全面での種々の工夫や制御信号といったものが異なると、充電スタンド側では複雑な対応が求められるので好ましくない。また仮に、特定国・特定地域内だけで通じる規格が標準として規定された場合でも、他地域からの輸入車や旅行といった事態では、どの程度、相互の対応ができるかは不透明である。2012年（平成24年）現在も日本で行われているようにEVの車内に自ら充電用ケーブルを備え持ち運ぶことで、電流や電圧、制御機構の違いを吸収する方法は別にして、プラグ形状の違いだけは対応できるが、充電の度にそれを車内から取り出さなければならない不便さがある。

## スマートグリッドとの関係
スマートグリッドの一環として、充電スタンドを電力供給の調整に用いようとする試みがある。充電スタンドは、電気によって走行するあらゆる車輌類と共にスマートグリッドの末端に位置するため、化石燃料を基盤とするエネルギー社会から、再生可能エネルギーや次世代エネルギーを基盤とする、新産業への参入機会を伺う国際的な大企業や、各国政府とその配下の団体を含めた多くの関係者にとって、規格の策定に加わることや、インフラの独占が目指されている。
スマートグリッドでは、家庭でのEV類への充電時間をコントロールするスマートメーター機能とも重なるアイデアに加え、V2HとV2Gという2つの機能も想定されている。
HEMS
Home Energy Management System（家庭エネルギー管理システム）の略。家電の電力管理を行うためのシステムであるが、管理対象を太陽光発電や電気自動車等にまで広げる構想がある。
V2H
"Vehicle to Home"（車輌から家へ）の略。太陽電池や燃料電池といった自家発電装置とEVを電気的に接続し、EVが家庭内に駐車している間は搭載バッテリーを戸別発電システムの一部として充電/放電という双方向の電力のやり取りを行うというものである。家庭内での直流給電とも関係する技術であるが、普及が進むデジタル家電は交流電力利用のため、実現には障害が大きい。電力の無駄を省きながら地域全体での消費と供給の平準化とそれによるコストダウンを目指す考えである。
V2G
"Vehicle to Grid"（車輌から配電網へ）の略。夜間や休日などで停車中のEVをスマートグリッドに接続することで、搭載バッテリーをスマートグリッド全体の蓄電設備として電力会社が利用するものである。V2Hと同様に電力の無駄を省きながら広域での消費と供給の平準化とそれによる電力会社側の発電や蓄電設備の設置負担軽減を目指す考えである。V2Gは電力会社の新たな収益源と期待されるアンシラリーサービス（ancillary survice、優先的品質確保供給保証サービス）を実現するためのシステムとして機能する。
問題点
HEMS、V2H、V2Gのいずれも、バッテリーから他の用途に電力供給を行う状況が不定期に発生するため、EVの使用者が利用したい時に十分なバッテリー残量がなければ走行可能距離が不十分となり、EV本来の利便性が大きく損なわれる。。
家庭用太陽光発電には余剰電力の固定価格買取制度が存在するため、V2Hの自家発電電力のバッテリーへの充電部分は自家消費となり、売電できず、経済的損失につながる。損失補償を誰が負担するかが問題となる。
外部に電力供給を行う場合があるV2Gでは、外部利用によるバッテリーの無償利用が発生するため、設備利用負担をどう分担するかが問題となる。

## 日本での普及状況

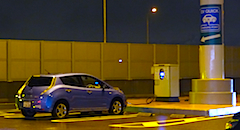
阪神高速中島PA（200 V急速）

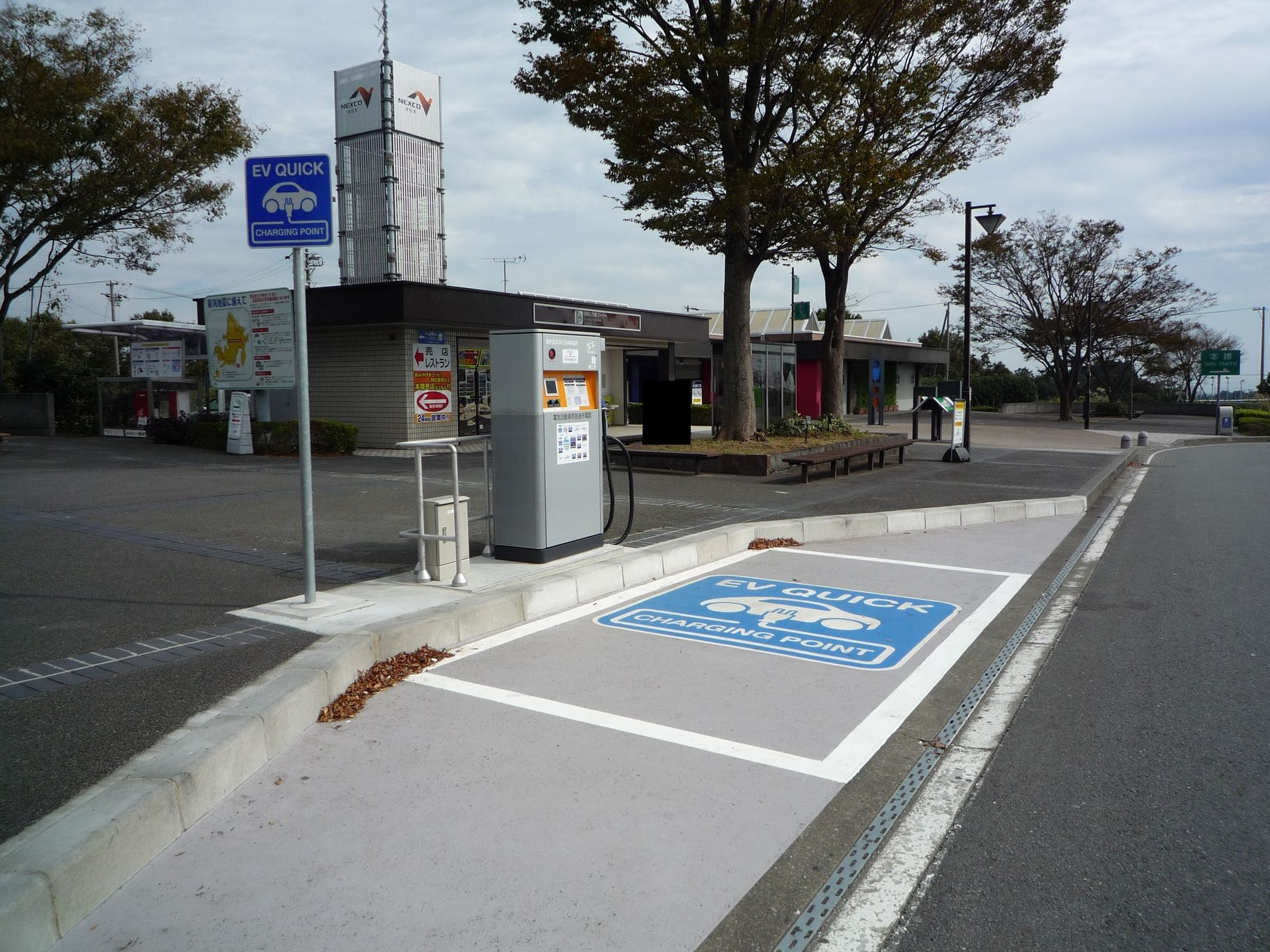
東名高速牧之原SA上り側にある、充電ポイント（200 V急速）

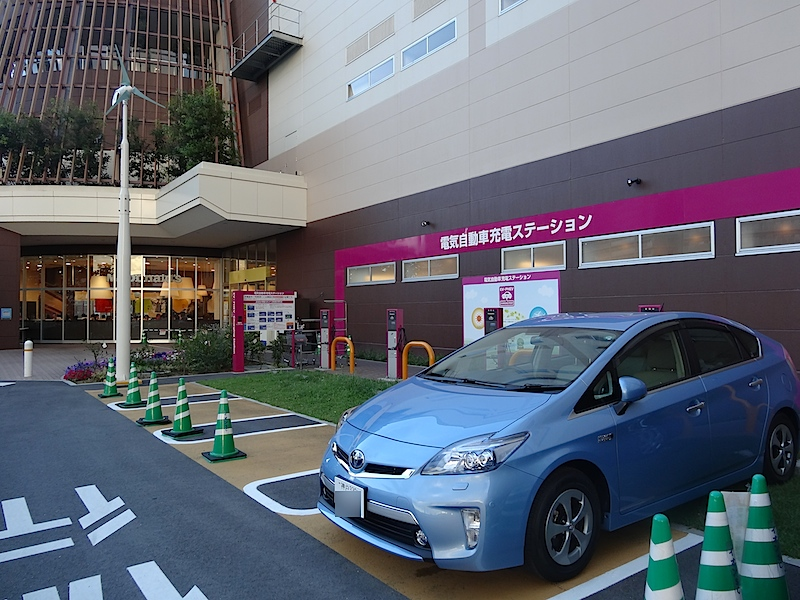
イオンモール伊丹昆陽（200 V普通）

2010年（平成22年）時点では小規模な設置や地域的な設置計画の発表にとどまり全国規模で設置状況が少数にとどまる。
急速充電や普通充電の違いから有料／無料、公共／会員制／個人、対応車種と充電コードの有無、さらには逆潮流などの高機能への対応など、多数を実際に設置して運用するには標準化の問題も含めて無数の選択肢から1つを選ぶ必要があり、今後は国際的にも多くの利害関係が絡みながら試験的な機器による多くのサービスが現れると予想されている。
2012年（平成24年）現在、市販されはじめたばかりの電気で走行する自動車や二輪車などの搭載バッテリーを充電するには、自宅や自らの事業所内で充電する手段が比較的多いが、それらの車輌（本稿ではそれらすべてを以後"EV"と記述する）の今後の普及とそれに伴う社会的な利便性の向上要求に対応するために、充電装置を備えた公共性のある設備の拡充が求められており、新たにコインパーキング、ショッピングモール、自動車ディーラー、コンビニエンスストアなどでの運用が一部で開始・拡充され、自動車ディーラー、ファミリーレストランチェーンなどでは、全国規模での拡充計画も進行（あるいは計画の発表が）されている。また、CHAdeMOを利用した課金化仮想実験も会員を対象に期間限定で開始された。これらの設備の中には、1回あたりの充電時間制限を設けているスタンドもある。
現在の充電スタンドは、無料・会員制無料・施設利用者無料、有料・会員制有料・施設利用者有料など、提供形態が様々ではあるが、2010年（平成22年）当時からの相違点として、200 V普通充電のコンセントは新型への移行がほぼ終わり、旧型コンセントの設置場所はごく少数となった。
2020年代は世界的に急速な電気自動車シフトが進んだことで充電インフラの拡充が進んでおり特に目立つのが急速充電においては欧州では350kw充電、中国などでも同様のスピードの急速充電への対応を素早く進めて大規模にステーションの拡張も進められている中、日本はこの点ほとんど動きが無く急速充電インフラは現時点でも20～50kwが主流でかつステーションに対し機器が１～２台ということが殆どである。自宅や目的地などの普通充電インフラも広まっているとは言いづらいため、車両のバッテリーが低くても50kwh程度は持つようになったのに対して十分な充電インフラが整備・更新されていないのが実情である。
急速充電インフラが拡大しにくい理由として、電気事業法により受電電力50kW以上の場合高圧受電設備が必要になり電気主任技術者も選任が必要など法的規制の厳しさが挙げられる。そのため大型商業施設においても変圧器容量に余裕がないと取付困難になる場合がある。

## 問題点

### 採算
充電スタンドでの充電事業は、電気事業法における事業規制や料金規制の対象外となっており、電力量、時間、その他の方法等を用いて、充電事業者が自由に課金の仕組みや価格を設定することができる。ただし、メーターを取り付ける場合は計量法の規定に合格したものを設置する必要がある。
EVへの充電がガソリンスタンドでの給油と最も異なるのは、エネルギーの補充にかかる時間である。2012年（平成24年）現在の充電池の技術でも20 - 30分で全充電容量の80 %まで急速充電が行えるが、2 - 3分で給油そのものが終了する液体燃料と比べれば、顧客の回転率が余りに低いため、十分な利潤を生むにはEVを駐車できる充電スポットを多数備えなければならなくなる。また、1台当たり（現在は100 - 200 Vが多いが）400 - 500 Vで125 A - 400 A、中華人民共和国（中国）が提唱する規格では1,000 Aまでの電力供給が求められるため、1台分ですら特別な配電設備を備えなければならず、一層大きな初期投資が求められる。また、2012年（平成24年）現在の技術では急速充電は充電池の寿命を縮めるため、EVの車輌価格の半分ほども占める車載バッテリーの経済性まで考慮すれば、短時間での急速充電がどの程度受け入れられて普及するかは、今後の充電池技術の発展とも関係して未知数である。
充電時間に対するひとつの回答として、急速充電方式と共にバッテリー交換方式を提唱する企業もある（後述）。

### 規格の乱立
国ごとに充電規格が乱立している。
- 日本　テスラスーパーチャージャー、CHAdeMO（普通充電にSAE J1772）
- 中国　テスラスーパーチャージャー、GB/T
- 欧州　テスラスーパーチャージャー、CCS2（普通充電にMennekes規格）
- 北米　テスラスーパーチャージャー、CCS1（普通充電にSAE J1772）

CHAdeMOの次世代規格のChaoJiによりCHAdeMOとGB/TとCCS1/2の統一を模索しているものの実用化されず、北米においてはテスラスーパーチャージャーをNACSとして標準化する方向で調整している。また、欧米においてはCHAdeMO規格は淘汰される方向にあり、規格統一は暗礁に乗り上げている。

### 配電網への過負荷
スマートグリッドの末端として電気自動車が大規模に利用された場合充放電による送電網への負荷が懸念される。2012年現在ではきわめて利用が小規模なため過負荷が発生する恐れはない。
米国のPacific gas & electric社がカリフォルニア州の主要都市でEVの普及した状況下での充電需要を試算したところ、夕方6時をピークに住宅需要としては真夏の最も需要が高まる負荷を大きく上回った。こういった問題への対処としてスマートメーターやV2Gといったものに結びついている。

### 複雑化
スマートグリッド、V2Gを実現するためには、電気自動車、充電スタンド、HEMS、電力会社、充電サービスプロバイダー等がそれぞれ連携する必要が有り、時間帯や天気によっても最適な電力供給、電気代は変化する。ネットワークは複雑に、実装は難しく、利用者にとっては料金体系などがわかりにくくなる。
実装を容易にし、互換性問題を無くすために、オープンな標準規格の策定、オープンソース実装などが求められる。
具体的には、充電スタンドと管理システムを接続するオープンな規格、Open Charge Point Protocolが策定されたり、Linux Foundation傘下のLF Energyがオープンソースの実装EVerestを開発を行ったりしている。

### セキュリティ
より便利で、設備、系統に負荷を掛けずに電力を有効に活用するためにスマートグリッドやプラグアンドチャージ機能が求められるが、便利になる一方でセキュリティリスクが増加する。電気自動車と充電スタンドで双方向通信が行われることによりそこからハッキングされるリスクも出てきた。脆弱性情報について常に注意を怠らず、速やかにソフトウェアをアップデート可能な状態に保つなどセキュリティ対策が求められる。

### 安全
キャパシタを用いた充電スタンドでは短時間に大電流を流すため感電事故の危険が通常の充電設備より大幅に高い。
日本ではガソリンのセルフ給油が普及しているが、ここまでに到る安全性確保の取り組みを充電スタンドで行おうとしても一朝一夕には行えず、新たな充電スタンドで高電圧・高電流を扱うにあたっての安全性の確保は、関連する法整備とともに強く求められる。

### アイシング

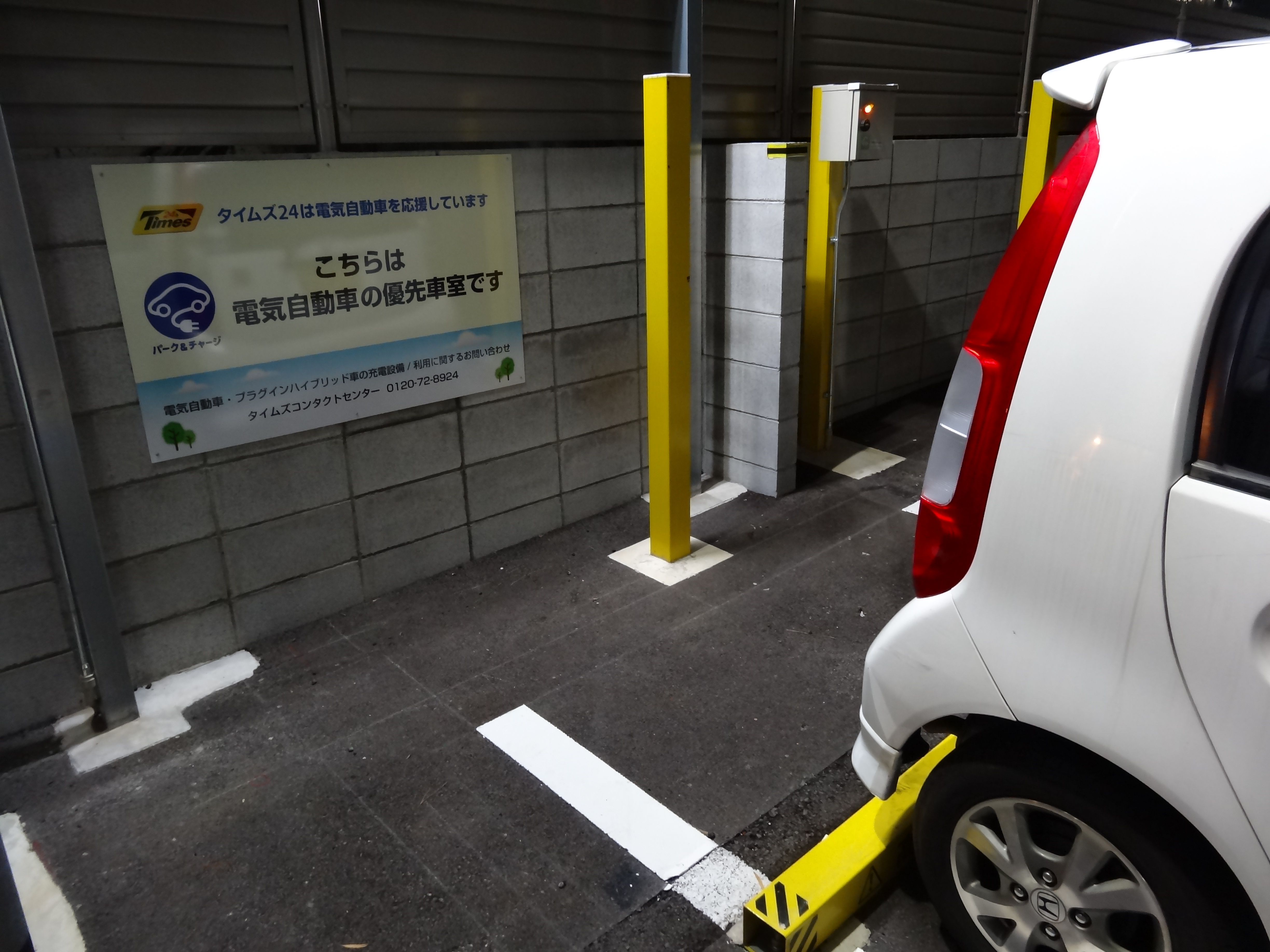
アイシングの例

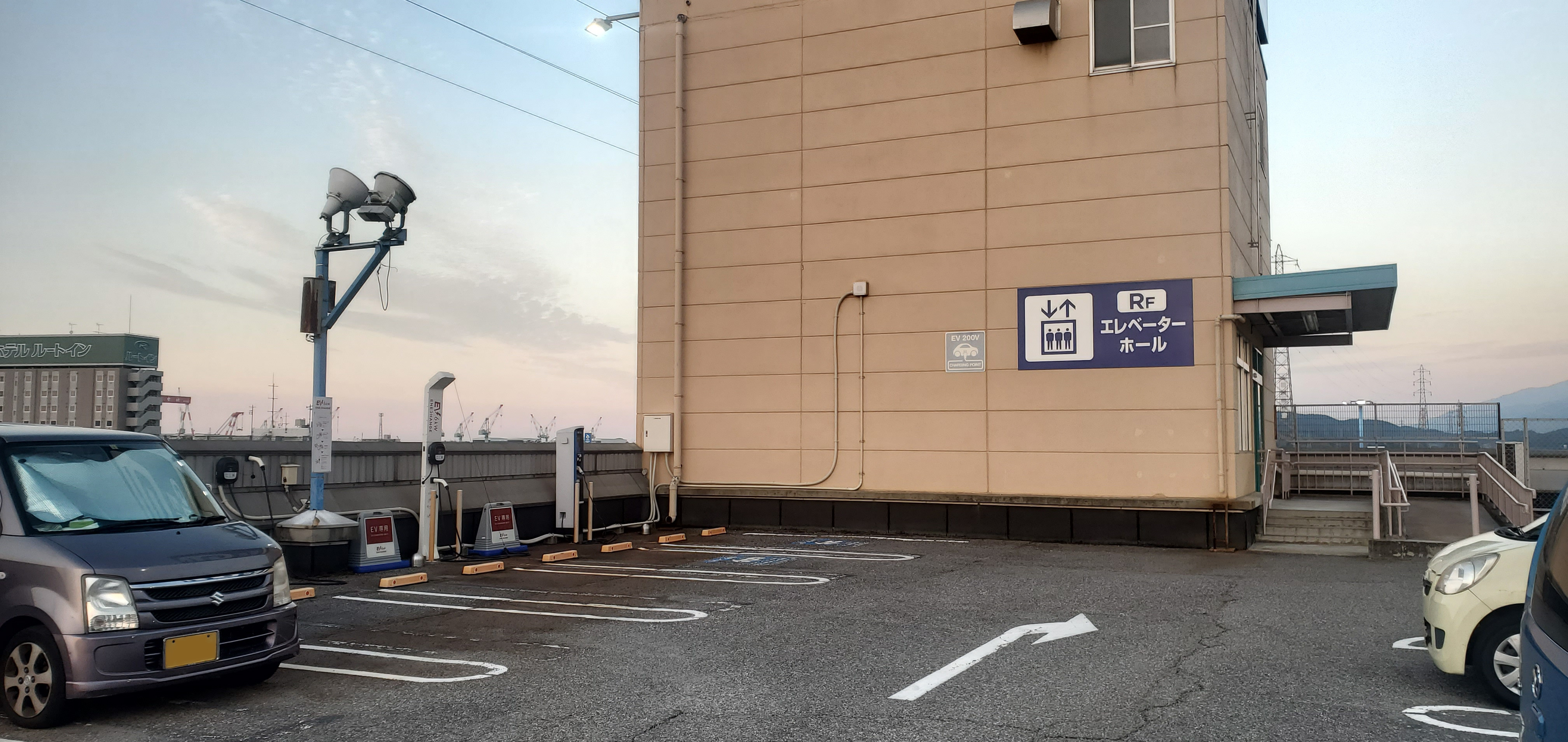
EV充電スペースは駐車場として見た時、(身障者スペースの類とは異なり不必要に)利便性の高い場所を占領する形で設置されることがある。これは本画像(エレベーターホール外壁面に、EVチャージャーに繋がる如何にも後付けの配管が見える)のように、電源確保の都合があると思われる。

アイシング(ICE−ing)とは、｢充電の意思がない車両(たとえEV･PHEVであっても)が充電スペースに駐車してしまい、充電したい人が使用できなくなる｣現象である。これが起こる原因としては
- 駐車場および充電スペースづくりの問題(充電スペースが無駄に良い場所を占領している、そもそも一般スペースが埋まっているのに充電スペースが空いている、そもそも枠の総数が足りないなど)
- 意図的なもの(EVに対する反感や嫌がらせの意図)
- ユーザー意識の低さ(充電が完了しても居座り続けるなど)

がある。
一般に施設駐車場やコインパーキングなどでは、先着順で好きな場所を選べる。そのため限られた区画の充電スポットに充電しない車両が駐車することがあり、EVユーザーや充電スポット管理者へ大きな不利益をもたらしている。これを避けるため、当初の先着順から電話予約制に移行したケース（USJエコ・ステーション)や、当初から専用としパイロンを置いて注意を促しているケースなどがあるが、パイロンによる区切りはパイロンを人力で動かせることからEVに反感を持つ非プラグイン車ドライバーによる故意のアイシングが行われることがある。
またプラグイン車でも充電完了または施設所定の充電時間が過ぎてもプラグを挿したまま居座り続ける、はたまたそもそも充電していない状態で車両を放置するとそのスペースは利用不可となり問題となる。
対策例として、テスラスーパーチャージャーでは満充電または車両で設定したバッテリー容量の上限に到達してから一定時間以上スペースから退去しなかった場合は超過料金を徴収する仕組みが存在する。
またこの現状を反映して、一部EV･PHEVのCM等では｢充電マナーを守りましょう｣等の啓発が行われることがある。
小規模なコインパーキングでは採算の問題からアイシングを許容せざるを得ない状況(予約制にも専用にも、全区画への設置もできない)であり、EV等の普及促進や他パーキングとの差別化を狙って充電区画が設置されたものの、必要とするユーザーが使えないことがある。
アイシングに対する取り締まりや有効･根本的な対策は現時点ではほとんど打たれていないのが実情であるが、そもそもこのような(特定層のための特別なスペースが一般ユーザーの駐車により使えなくなる)問題は他にもある。よく指摘されるのが｢大型商用車スペースに乗用車や4ナンバートラックが停まっている、あるいは逆に、大型車が乗用車スペースを複数占領する形で停まっている｣問題や｢身体障害者用スペースに｢近いから｣と健常者が停めてしまう｣問題がそれである。
大型車スペース問題のようなケースだと｢○○専用｣としておけばそれを満たさない自動車を駐車することは規約違反であるが、｢○○優先｣という指示の場合は入庫時の瞬間だけ守られ、駐車中にそれを維持する義務はないため問題が生じる。
また身障者スペース問題に関しては｢乗降のための車間の広さ｣を求めるという観点から｢遠くてもいいので確実に停められる場所がほしい｣と言う意見もある。
一方で、施設側においては充電スペースの需要バランスに基づいた設置・運用が必要となる。
たとえば｢一般スペースの空きが少なかったり異様に遠かったりしているのに、充電スペースは近い上に空きばかり｣と言う状況であった場合は逆に｢"EVなる架空の存在"が一般ユーザーの邪魔をしている｣構図となる。そのためEVに対する反感を招きかねない。上述の身障者スペースのように、あえて充電スペースを遠くに設置して一般ユーザーが停めたくならない・不平を抱きづらいようにする対策などが考えられる。

### 社会的問題
電気自動車の実際の運用方法は通常夜中の自宅駐車場やホテルやショッピングモールなど長居を前提とした場所で普通充電することが主で、通常急速充電は長距離運転時のつなぎとして行う。そのためICE車とは運用方法がかなり異なりちょうどスマートフォンのように就寝時などの明らかに長時間使用しない時にゆっくりたくさん充電、または休憩などの停止時間を利用してつなぎで充電しておくという運用が主である。また走行距離にもよるが、充電は次に走る距離まで十分に走れればよく、充電のたびに必ず満充電にしなければならないというわけでもない。
しかし、まだまだICE車と同じような運用方法つまりバッテリーが空になる寸前まで充電せず、バッテリー容量が少なくなったらガソリンスタンドの代わりに急速充電スタンドへ向かい満タン(満充電)にしなければならないというイメージや、そもそも充電＝急速充電のみというイメージが根深く普通充電の存在を知られていない。
そのため、充電スタンド＝高い・煩雑というイメージが強く、集合住宅の多い日本では駐車場などへ安価で設置可能な普通充電インフラの追加への理解が得られなかったり、周囲の充電インフラ不足により近所で充電ができないことで電気自動車の所有を諦めなければならなくなるケースや、長時間滞在が前提の施設に普通充電器ではなく急速充電器が設置されてしまい駐車時間をうまく利用できず不便になってしまうなど利用者と設置者の認識のずれが発生している。

## 関連技術
車載バッテリー交換式EV

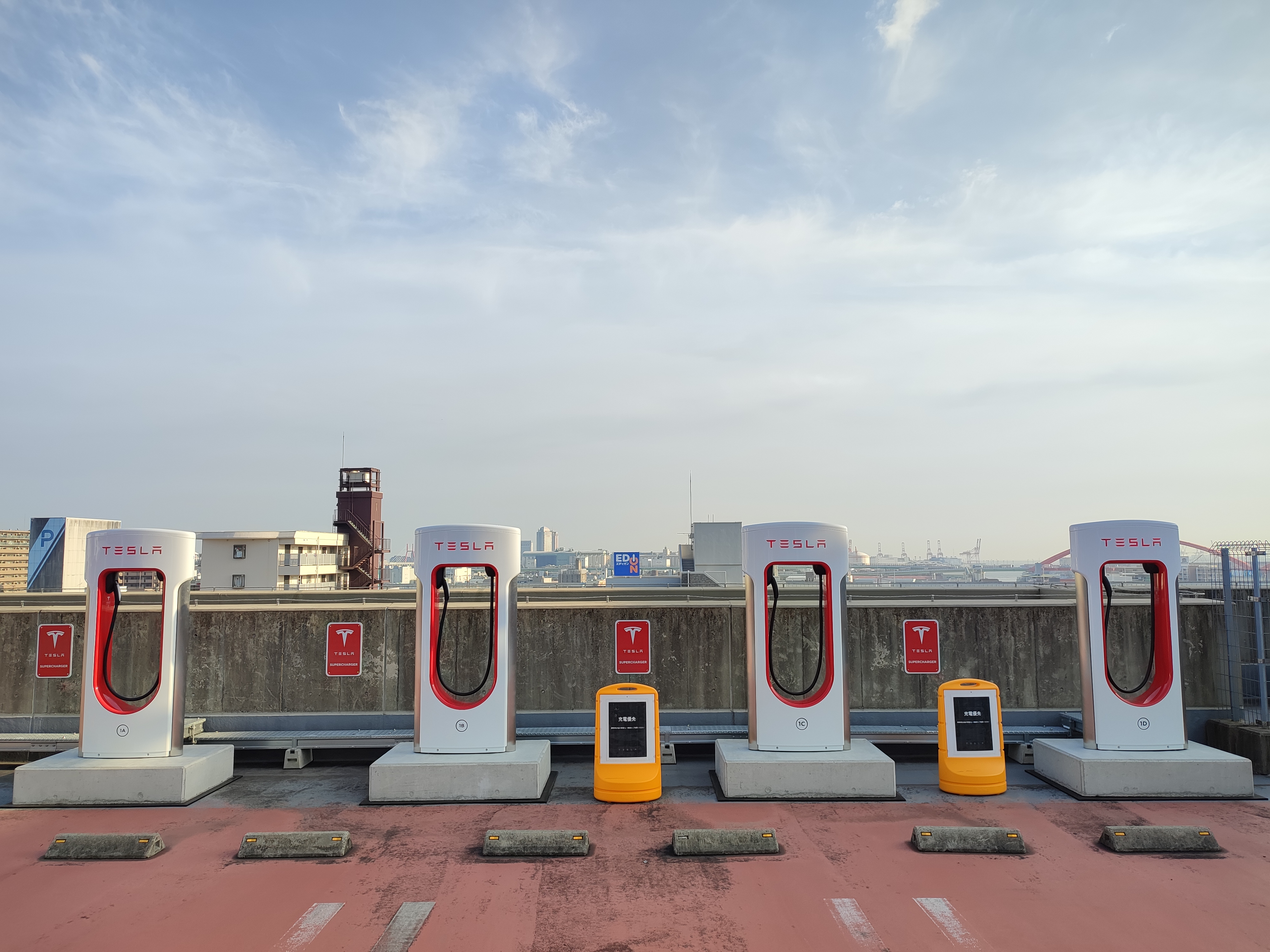
神戸市御影クラッセ駐車場に設置されたテスラ車専用スーパーチャージャー・ステーション

充電時間が長く掛かることから、EVの車載バッテリーをある程度標準化した上で、その大きなバッテリー全体を交換ステーションで充電済みのものと交換することで短時間でEVを満充電状態とするアイデアがある。この方式では、自らのバッテリーを特定して所有するには、それを預ける交換ステーションの地理的な制約を受けることになる。この制約を避ける為や、充電池が今後しばらくは高価であり続けると予想されることからも、車載バッテリーそのものは最初から購入せずに、搭載するバッテリーはリースのような貸し出し形式にして、EV購入者の初期投資額を抑えるという方式も考えられている。
ベタープレイスは、日本でも2010年（平成22年）から日本交通と共同でEVタクシーでの実用試験を行っていた。
テスラが2013年に発表した「バッテリースワップ・ステーション・システム」では、バッテリー交換がわずか90秒で完了し、車格が同程度のガソリン車（アウディ・A8）が給油にかかる時間の半分であると謳っていたが、同社が交換ステーションよりスーパーチャージャー・ステーション（テスラ車専用の無料急速充電スタンド）の普及を優先したため、また、バッテリー交換は有料であるため、このシステムは試験運用に供するカリフォルニア州ハリスランチの一箇所のみという状況となっている。また、テスラはこれとは別に、車両を整備用リフトで持ち上げ、整備士が約15分でバッテリーを交換する方式も発表している。
一方、世界最大の電気自動車メーカーとなった比亜迪汽車を傘下に持つBYDでは、深圳市の公共用バスとタクシーでバッテリー交換システムの実用試験を行っている。
非接触型充電スポット
通常の充電スタンドのようなケーブルが不要で、無線で充電を行う。設置された区画へ停車中に充電するものや、道路上を走行中に充電できるものなどが考えられている。特に前者は多くの自動車メーカーが研究開発を進めており、微妙な位置決めが不要な充電範囲にゆとりをもったものや、各種情報を充電と同時に相互伝達するものなどが考えられている。